# کوهستان کانتو

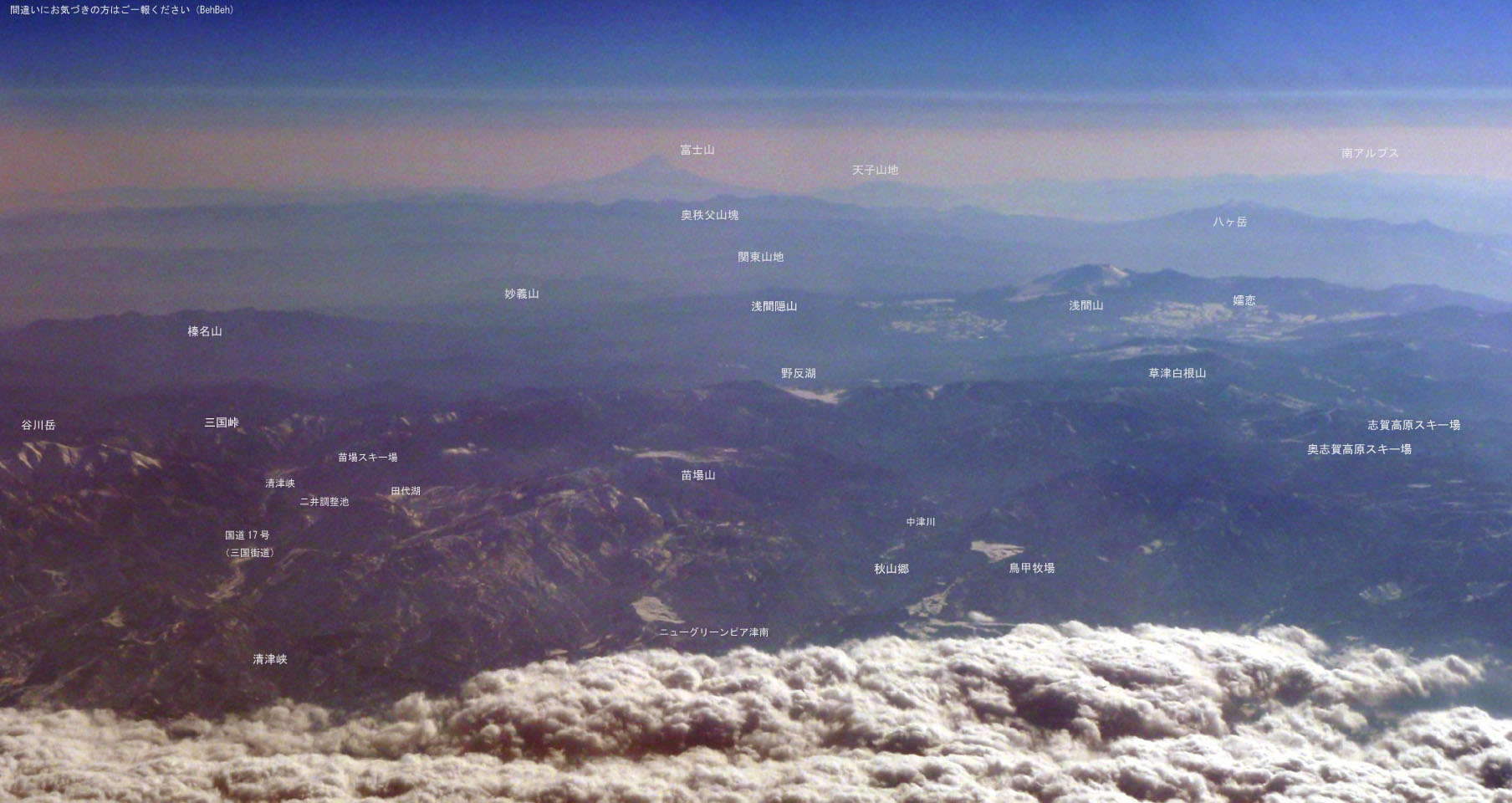
کوهستان کانتو.

کوهستان کانتو (به ژاپنی: 関東山地) منطقه‌ای کوهستانی در کشور ژاپن است. 
منطقهٔ کانتو (توکیو، گونما، سایتاما و کاناگاوا)  و منطقهٔ مرکزی ژاپن ناگانو و یاماناشی توسط کوهستان کانتو از یکدیگر جدا می‌شوند. در مرکز این کوهستان بزرگ کوهستان چیچیبو و در قسمت جنوب آن کوهستان تانزاوا گسترده شده‌است. همچنین در قسمت شمال آن پارک ملی چیچیبو تاما کائی در قسمت جنوب آن پارک نیمه ملی تانزواوا اویاما و پارک نیمه ملی میجی‌نوموری تاکائو واقع شده‌است. مرتفع‌ترین قلهٔ آن کیتااوکوسنجوگاتاکه یکی از کوه‌های وابسته به کوهستان چیچیبو با ارتفاع ۲۶۰۱ متر می‌باشد.